# 1080 Orchis
1080 Orchis este un asteroid din centura principală, descoperit pe 30 august 1927, de Karl Reinmuth.